# Toronto Harbour
Toronto Harbour (« port de Toronto ») ou Toronto Bay (« baie de Toronto ») est une baie sur la rive nord du lac Ontario, à Toronto, au Canada. C'est un port naturel, protégé des vagues du lac Ontario par les îles de Toronto.
Aujourd'hui, elle est principalement utilisée pour la navigation de plaisance.

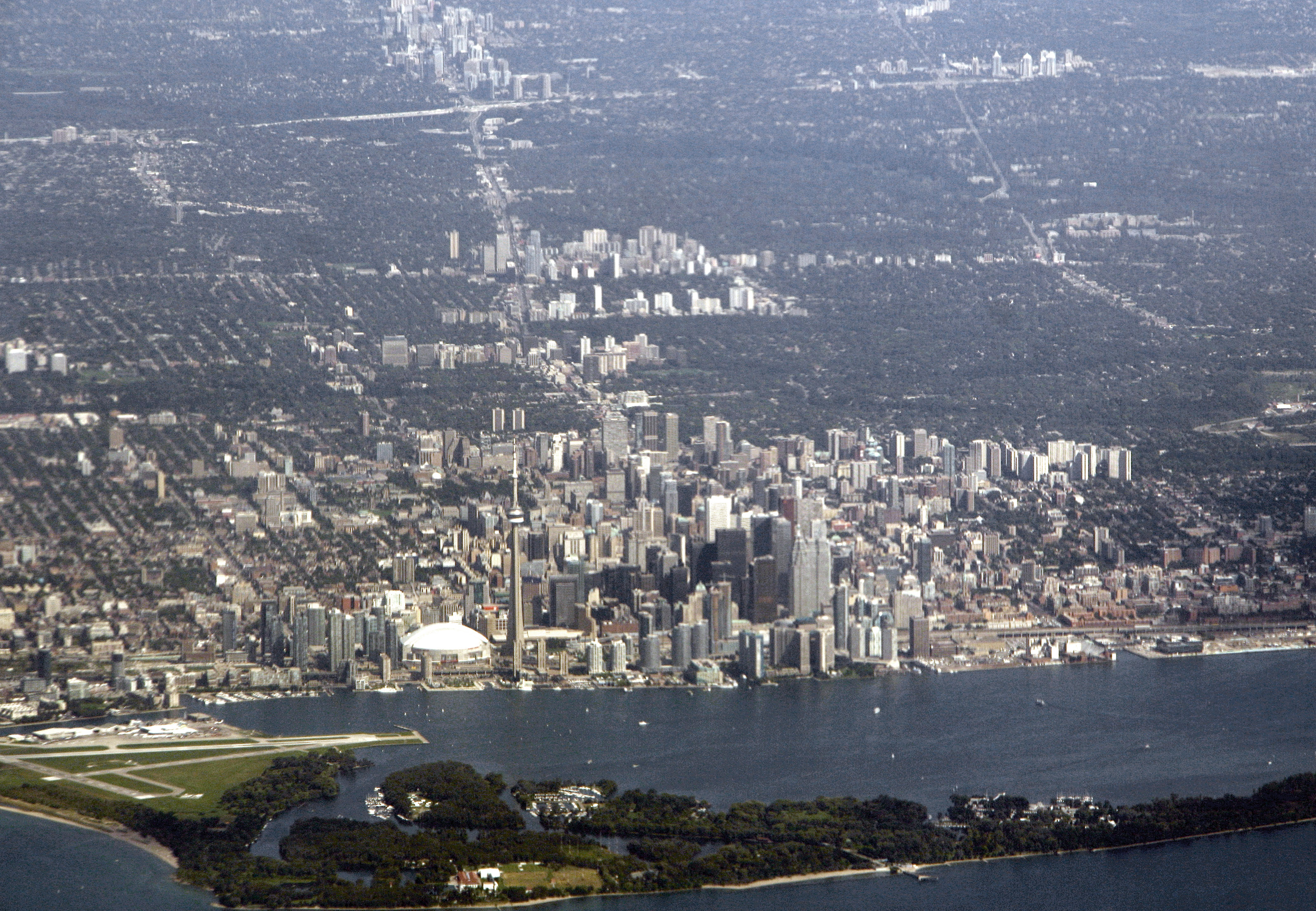
Toronto Harbour entre la partie boisée des îles de Toronto au premier plan et les gratte-ciels d'Old Toronto au second plan.